# Metro Warszawskie
Metro Warszawskie – przedsiębiorstwo komunikacyjne, którego głównym zadaniem jest realizacja przewozów metrem w Warszawie oraz utrzymywanie jego infrastruktury. Powstało w 1995 z przekształcenia Generalnej Dyrekcji Budowy Metra w zakład budżetowy, a w 2003 stało się spółką z ograniczoną odpowiedzialnością należącą do miasta. Jest stołecznym operatorem kolei podziemnej działającej w ramach transportu miejskiego na zlecenie Zarządu Transportu Miejskiego w Warszawie, w ramach marki Warszawskiego Transportu Publicznego.

## Historia

### Geneza (przed 1983)
Historia przedsiębiorstwa sięga 1971, kiedy to rozpoczęto budowę Trasy Łazienkowskiej i do realizacji tej inwestycji powołana została Dyrekcja Budowy Trasy Mostowej – Łazienkowskiej. Po ukończeniu budowy obiektu miały miejsce zmiany organizacyjne i w związku z planowanymi kolejnymi inwestycjami w Warszawie na bazie majątku przedsiębiorstwa 1 września 1974 utworzono Dyrekcję Budowy Tras Komunikacyjnych (w skrócie DBTK).
Jesienią 1974 powstała również Dyrekcja Budowy Metra z siedzibą przy ul. Gdańskiej 27/31. Była to jednostka inwestorska i przygotowująca przyszłą eksploatację metra, która opracowała założenia techniczno-ekonomiczne dla I linii metra. 1 lipca 1980 organ został przejęty przez DBTK jako wyodrębniona komórka organizacyjna.

### Generalna Dyrekcja Budowy Metra (1983–1995)
Po wybudowaniu Trasy Toruńskiej większość pracowników DBTK trafiła do Generalnej Dyrekcji Budowy Metra (w skrócie GDBM). 10 lutego 1983 została ona utworzona zarządzeniem nr 7 prezydenta Warszawy, a 15 lutego rozpoczęła działalność jako inwestor i generalny realizator rozpoczętej 15 kwietnia budowy I linii warszawskiego metra. Jej siedziba mieściła się przy ul. Marszałkowskiej 77/79.
W 1989 prezydent Warszawy powierzył GDBM rolę eksploatatora w pierwszym okresie po uruchomieniu metra. W związku ze zmianami politycznymi i gospodarczymi kraju zmianie uległ również zakres działania i forma organizacyjno-prawna GDBM. 25 lutego 1992 Zarząd Związku Dzielnic-Gmin Warszawy podjął uchwałę nr 157/92, na mocy której przedsiębiorstwo stało się jednostką organizacyjną tego związku nieposiadającą osobowości prawnej.
7 kwietnia 1995 uruchomiono pierwszy odcinek warszawskiego metra.
Autorem loga przedsiębiorstwa (litera „M”) jest Witold Popiel.

### Metro Warszawskie (po 1995)
1 sierpnia 1995 utworzono zakład budżetowy m.st. Warszawy o nazwie Metro Warszawskie, który był spadkobiercą GDBM. 30 grudnia 2002 zastępca prezydenta Warszawy Sławomir Skrzypek z upoważnienia prezydenta miasta wydał zarządzenie, na mocy którego 1 stycznia 2003 przedsiębiorstwo przekształcono w spółkę z o.o. W 2003 przewoźnik przeniósł również swoją siedzibę na ul. Wilczy Dół 5.

## Działalność

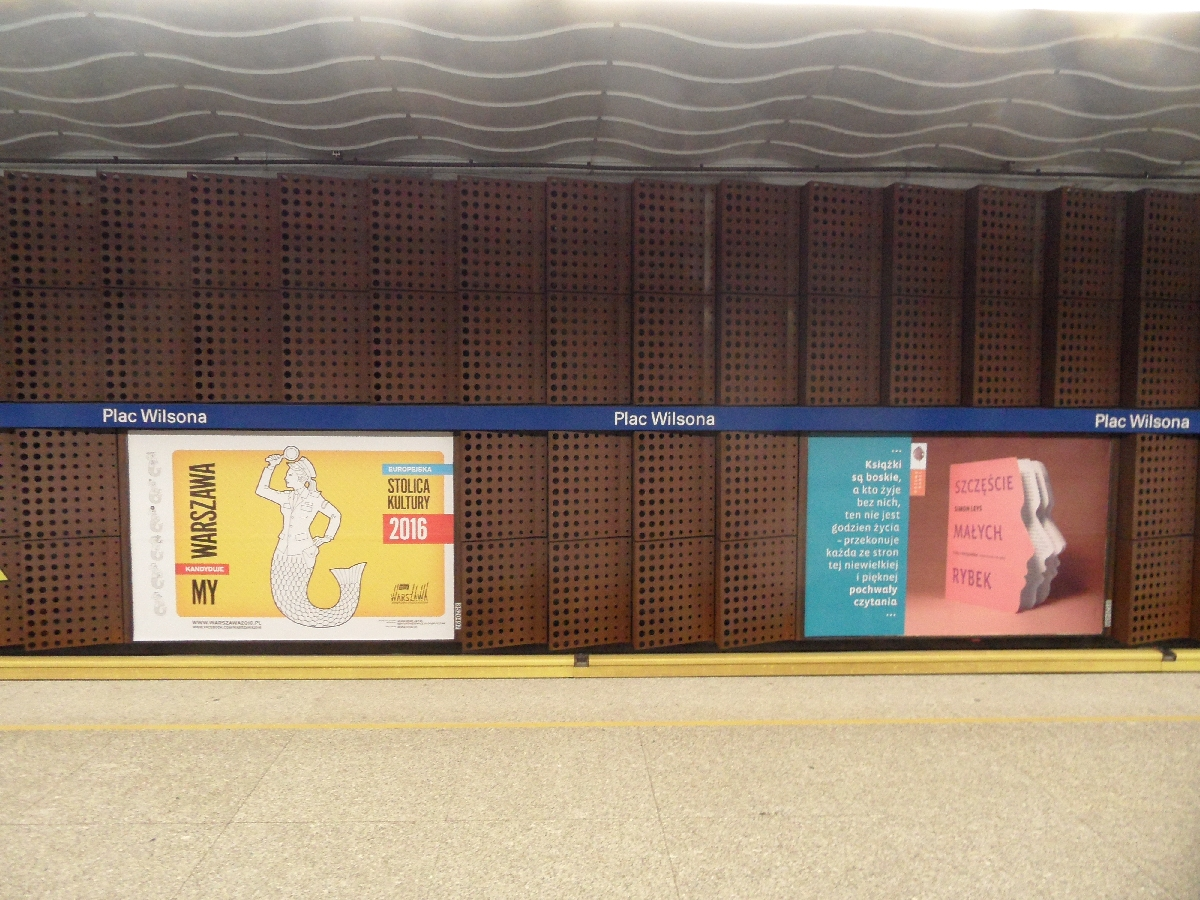
Działalność handlowa spółki – reklamy na stacjach

Misją przedsiębiorstwa jest realizacja przewozów warszawskim metrem. Spółka wykorzystuje i odpowiada za utrzymanie udostępnionej przez miasto infrastruktury metra, na którą składają się stacje i tunele. Przedsiębiorstwo jest związane umową handlową z ZTM Warszawa, od którego za działalność eksploatacyjną otrzymuje wynagrodzenie obliczane na podstawie ustalonej stawki za wozokilometr.
Dodatkowym źródłem utrzymania spółki jest działalność handlowa oraz inwestycyjna. Przedsiębiorstwo otrzymuje wynagrodzenie z tytułu zastępstwa inwestycyjnego oraz nadzór nad pracami budowlanymi przy rozbudowie sieci metra, które jest ustaloną częścią podpisywanych kontraktów.

## Tabor

### Pociągi pasażerskie
| Pojazd                                   | Producent                                        | Lata produkcji         | Liczba wagonów | Liczba pociągów | Źródło danych        |
| ---------------------------------------- | ------------------------------------------------ | ---------------------- | -------------- | --------------- | -------------------- |
| 81-717.3/714.3 81-572/573 81-572.1/573.1 | Mietrowagonmasz, Mytiszczi Wagonmasz, Petersburg | 1989, 1994, 1997, 2007 | 90             | 15              | [ 16 ] [ 17 ]        |
| 81-572.2/573.2                           | Wagonmasz, Petersburg                            | 2008–2009              | 42             | 7               | [ 16 ] [ 18 ]        |
| Metropolis 98B                           | Alstom, Barcelona Alstom Konstal, Chorzów        | 2000–2002, 2004–2005   | 108            | 18              | [ 16 ] [ 19 ]        |
| Inspiro                                  | Siemens, Wiedeń montaż: Newag, Nowy Sącz         | 2013–2014              | 210            | 35              | [ 16 ] [ 20 ] [ 12 ] |
| Škoda Varsovia                           | Škoda Transportation, Pilzno                     | od 2021                | 222*           | 37*             | [ 21 ]               |
| Razem                                    | Razem                                            | Razem                  | 672**          | 112**           |                      |

* rozmiar zamówienia, dostawy rozpoczęte w roku 2021
** wliczając pełny rozmiar zamówienia pociągów Škoda Varsovia, obecnie w realizacji

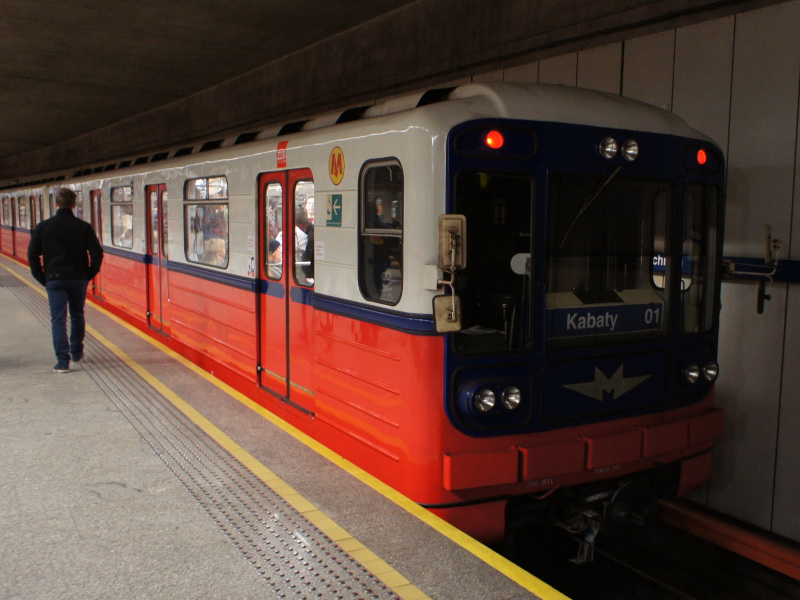
81-717.3/714.3
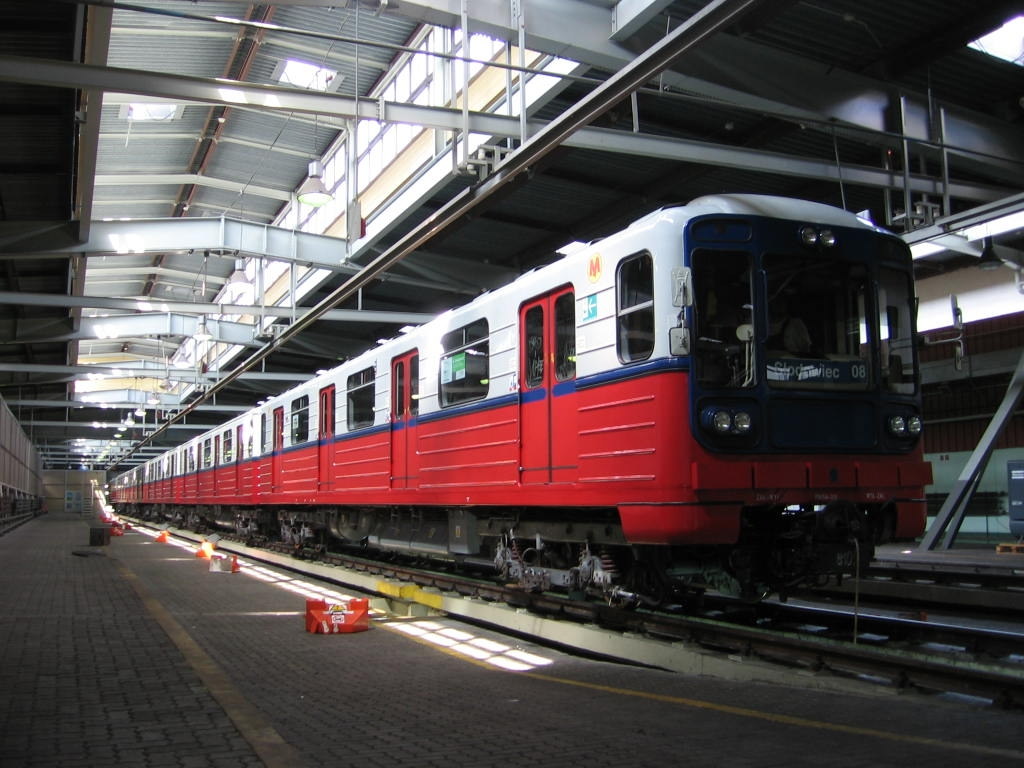
81-572/573
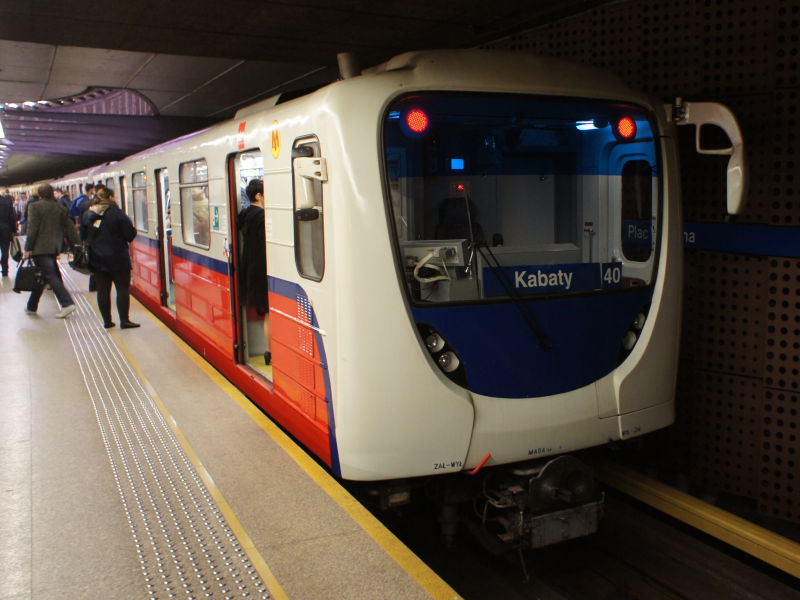
81-572.2/573.2
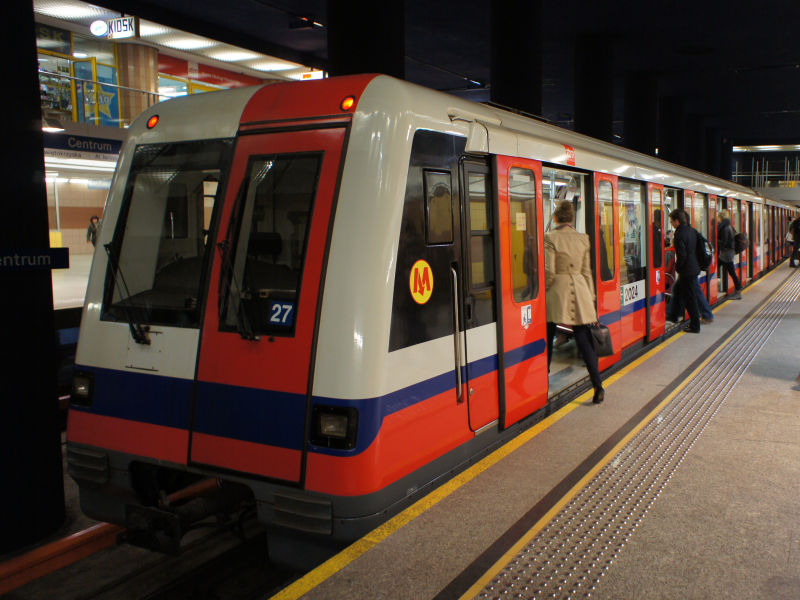
Metropolis 98B
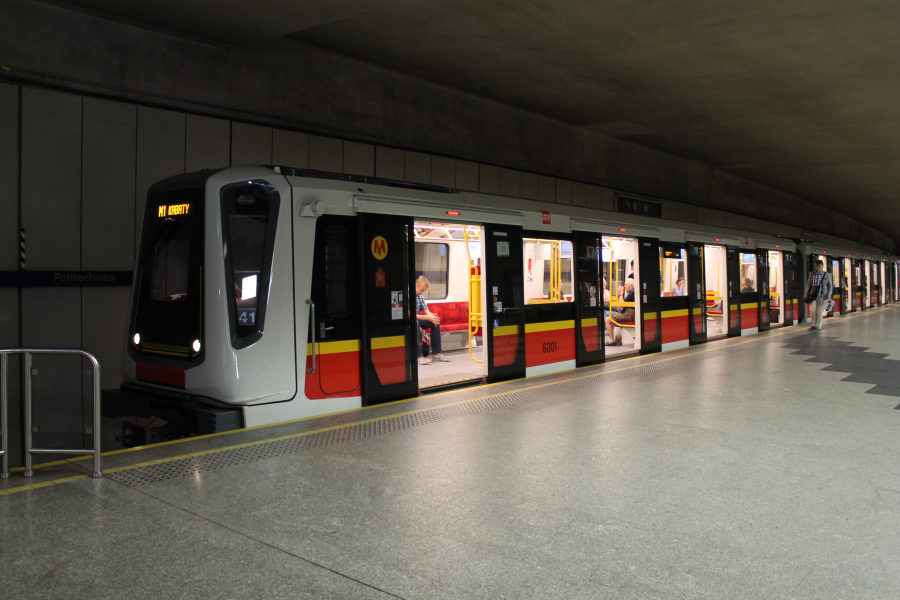
Inspiro
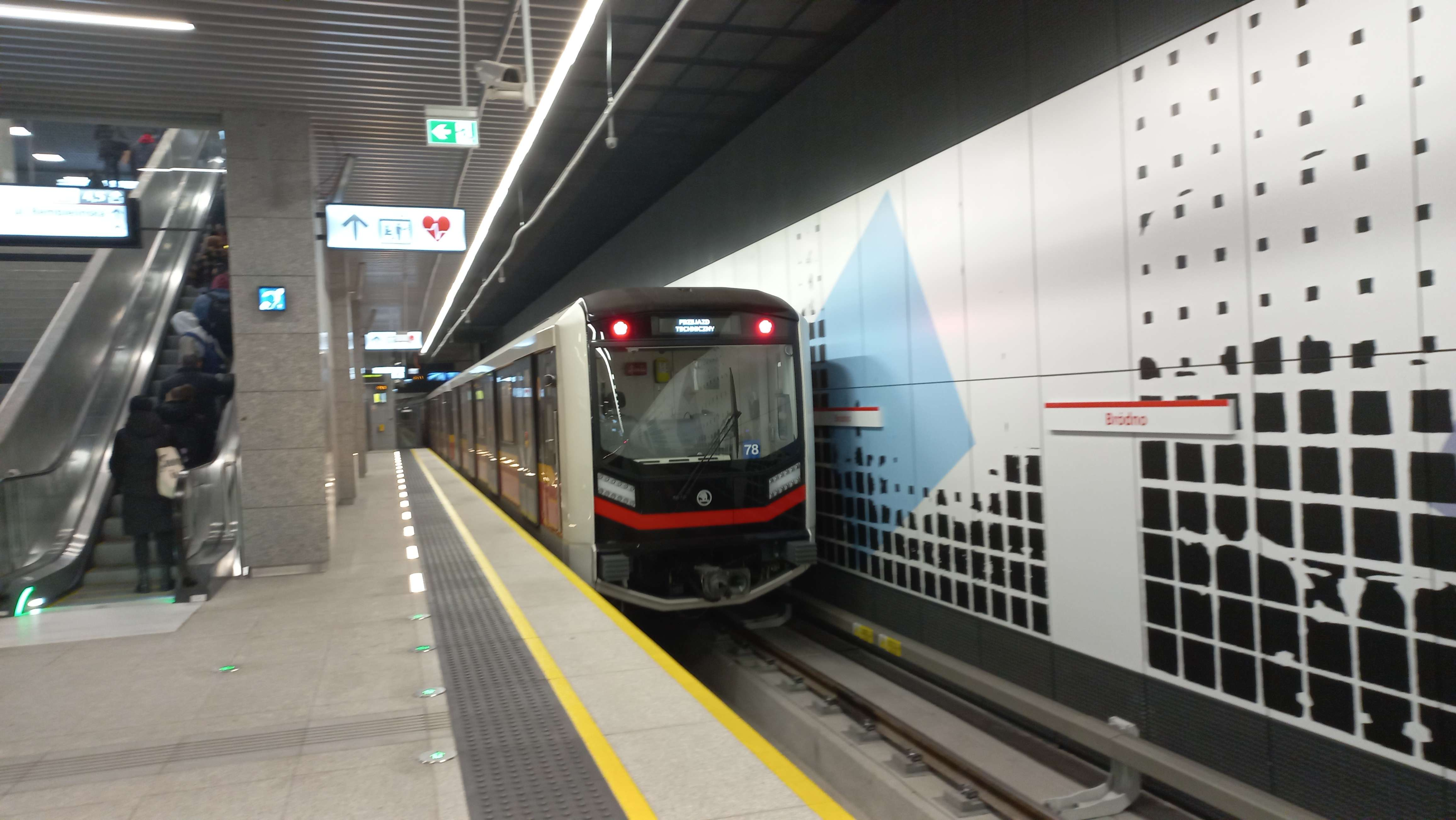
Varsovia

### Pojazdy pomocnicze

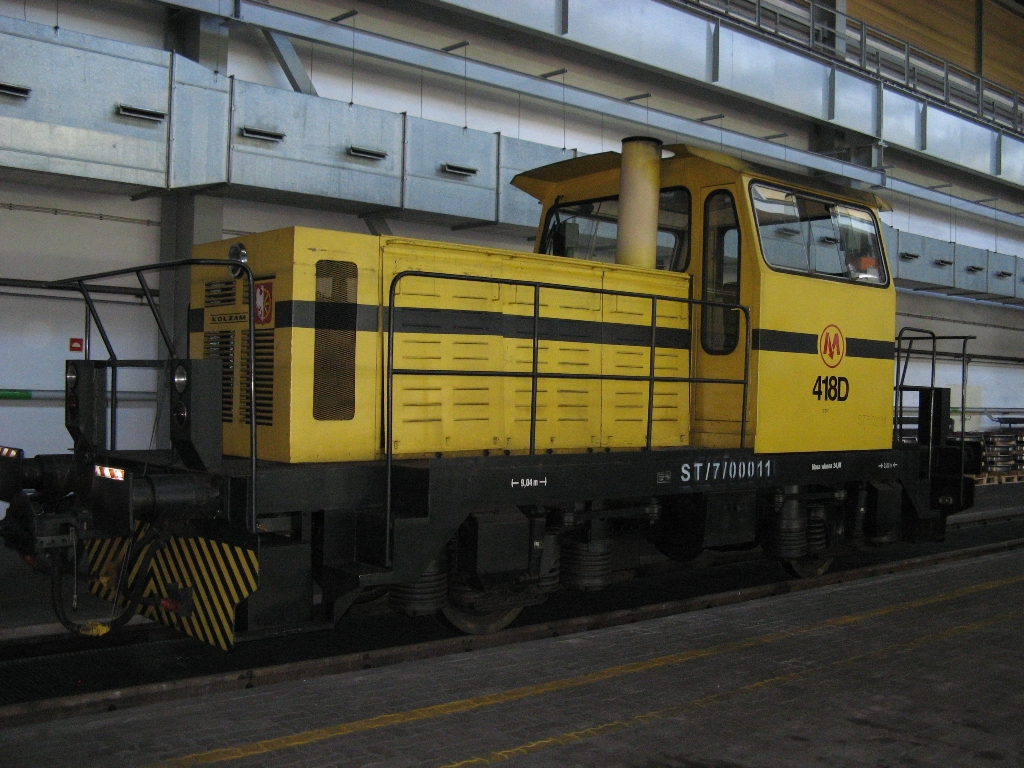
418D
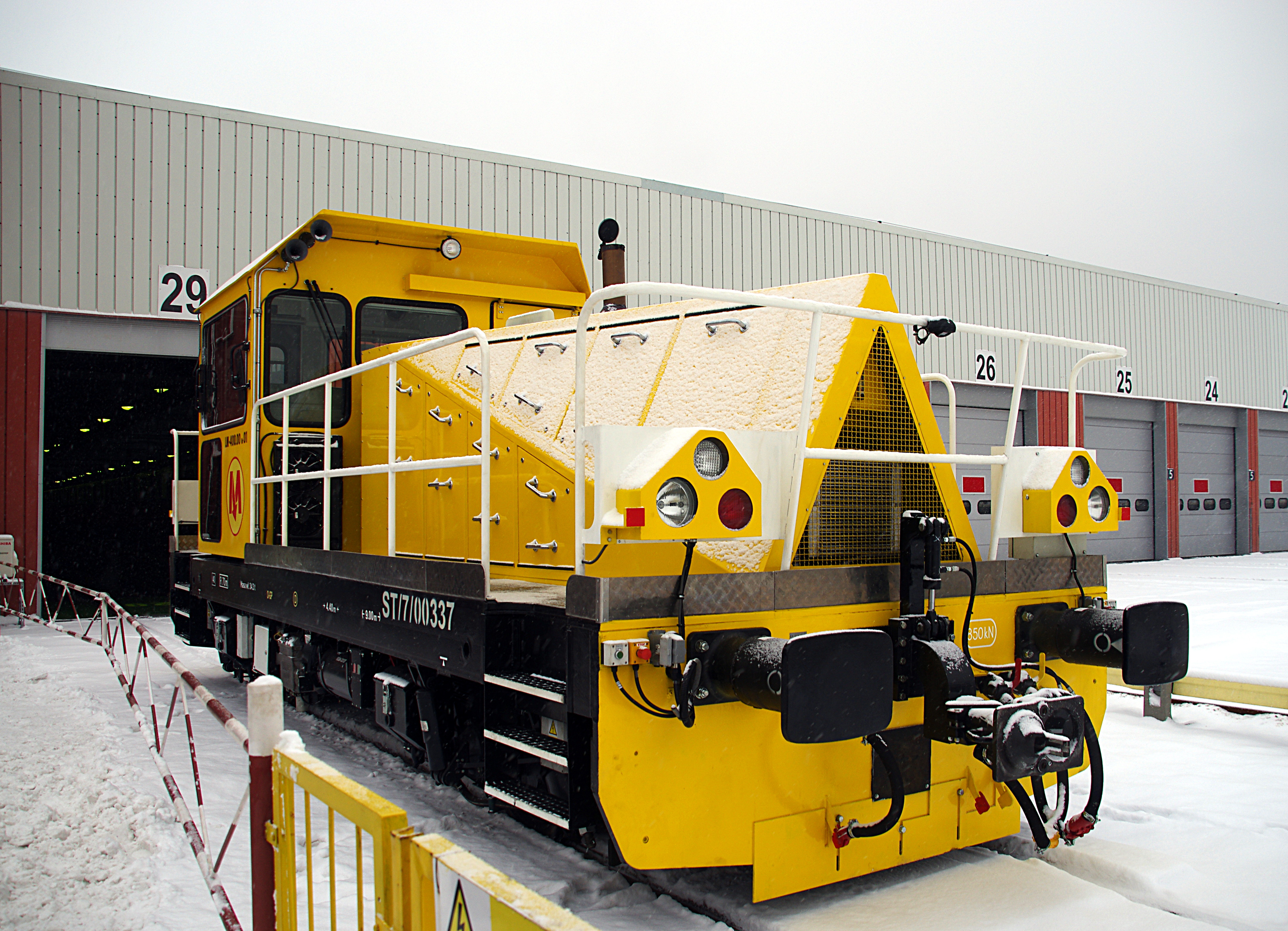
LM-400.00

| Pojazd    | Rodzaj               | Lata produkcji        | Liczba | Źródło danych |
| --------- | -------------------- | --------------------- | ------ | ------------- |
| 418D      | lokomotywa manewrowa | 1991                  | 1      | [ 22 ]        |
| 418Da     | lokomotywa manewrowa | 1999                  | 1      | [ 22 ]        |
| 797.8     | lokomotywa manewrowa | 2007                  | 1      | [ 22 ]        |
| LM-400.00 | lokomotywa manewrowa | 2012                  | 1      | [ 22 ]        |
| DS-10-03  | wózek motorowy       | 1989, 1994            | 2      | [ 22 ]        |
| DS-Ż-03   | wózek motorowy       | 1991, 1994            | 2      | [ 22 ]        |
| PWM-10    | wózek motorowy       | 1990–1991, 1993, 2000 | 13     | [ 22 ]        |
| PWM-10W   | wózek motorowy       | 1994                  | 5      | [ 22 ]        |
| ZPA-10/M  | platforma zagłębiona | 2006, 2008            | 2      | [ 22 ]        |
| 208Kg/M   | wagon                | 1987                  | 2      | [ 22 ]        |

- 418D
- LM-400.00

## Finanse i wyniki przewozowe
Kapitał zakładowy spółki w dniu jej powołania 1 stycznia 2003 wynosił 210 mln zł, natomiast od 22 sierpnia 2012 jego wartość to 328 917 500,00 zł. Właścicielem 100% udziałów przedsiębiorstwa jest Miasto Stołeczne Warszawa.
Zysk netto przedsiębiorstwa w 2004 wyniósł nieco ponad 4 mln zł. Do 2006 malał on, a w 2007 ponownie osiągnął wartość sprzed 3 lat. W 2008 spółka odnotowała zysk wynoszący niespełna 14 mln zł, w następnym roku 5 mln zł, a w 2010 trzykrotność zysku z 2009. W 2011 Metro Warszawskie zarobiło 5,4 mln zł, a rok później 9,4 mln zł. W 2013 odnotowano rekordowy zysk wynoszący 70,9 mln zł, w 2014 wartość ta wyniosła nieco ponad 45 mln zł, w 2015 5,3 mln zł, w 2016 9,7 mln zł, w 2017 25,4 mln zł.
W 1995 warszawskie metro przewiozło 20 mln pasażerów. Od pierwszego roku eksploatacji do 2011 roczna liczba pasażerów z roku na rok rosła. W 2012 nastąpił niewielki spadek przewozów względem 2011, a w 2013 ponownie wzrost wynoszący 5,8% względem roku poprzedniego. Przewozy Metra Warszawskiego wynosiły w ostatnich latach 170 mln pasażerów rocznie i około 680 tys. dziennie w 2015, w 2016 183,7 miliona pasażerów rocznie.

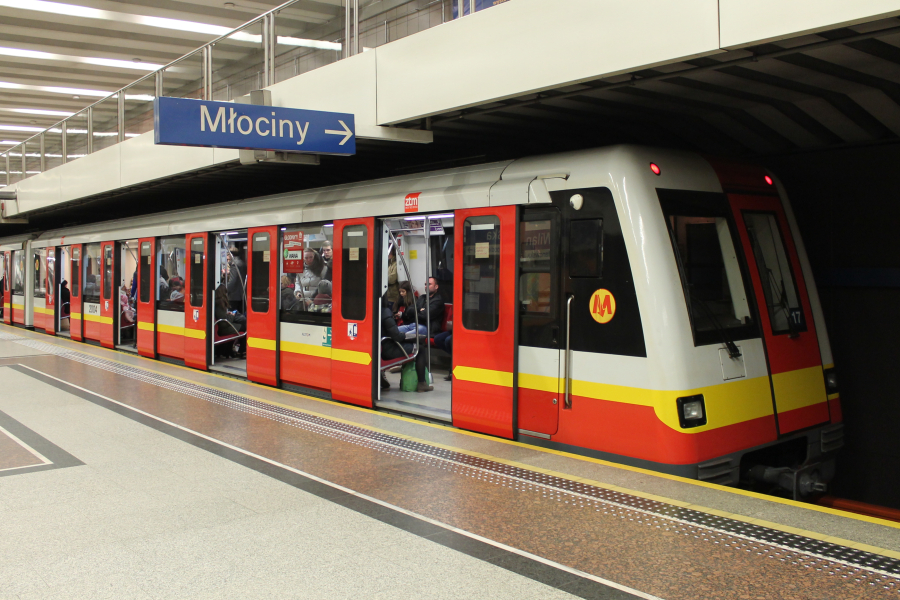
Pociąg Alstom Metropolis 98B Metra Warszawskiego

Liczba wozokilometrów w 2002 wyniosła 11,2 mln i przez kolejnych 8 lat rosła. W 2010 zanotowano jej rekordową wówczas wartość wynoszącą 25,99 mln i od tamtego momentu malała do 2013, by w kolejnych latach ponownie wzrastać.

## Zatrudnienie

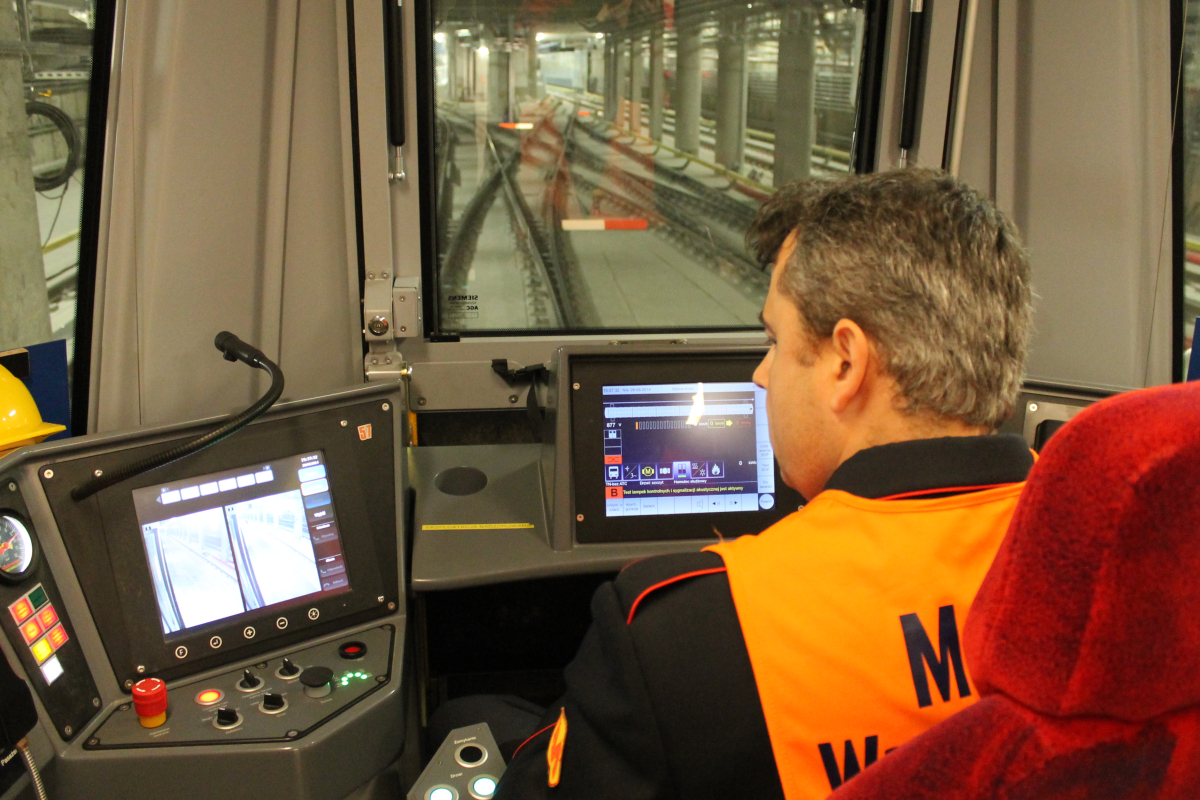
Maszynista Metra Warszawskiego w składzie Siemens Inspiro

Zatrudnienie na koniec 2003 wynosiło 1128 osób. Następnie z roku na rok wzrastało i w 2009 osiągnęło wartość 1634, po czym w 2010 i 2011 utrzymywało się na zbliżonym poziomie. Przez kolejne lata liczba zatrudnionych w Metrze Warszawskim ponownie wzrastała i na koniec 2015 wynosiła 2265, w 2016 – 2353.

## Dyrektorzy i prezesi
| Od               | Do              | Osoba              | Funkcja            | Przedsiębiorstwo                | Źródło danych |
| ---------------- | --------------- | ------------------ | ------------------ | ------------------------------- | ------------- |
| 15 lutego 1983   | 29 marca 1991   | Jerzy Brzostek     | generalny dyrektor | Generalna Dyrekcja Budowy Metra | [ 6 ]         |
| 16 kwietnia 1991 | 31 lipca 1995   | Bohdan Zuń         | generalny dyrektor | Generalna Dyrekcja Budowy Metra | [ 6 ]         |
| 1 sierpnia 1995  | 31 grudnia 2002 | Bohdan Zuń         | dyrektor           | Metro Warszawskie               | [ 6 ]         |
| 1 stycznia 2003  | 3 stycznia 2003 | Bohdan Zuń         | prezes zarządu     | Metro Warszawskie Spółka z o.o. | [ 13 ] [ 37 ] |
| 3 stycznia 2003  | 19 grudnia 2005 | Krzysztof Celiński | prezes zarządu     | Metro Warszawskie Spółka z o.o. | [ 6 ]         |
| 25 stycznia 2006 | nadal           | Jerzy Lejk         | prezes zarządu     | Metro Warszawskie Spółka z o.o. | [ 6 ]         |

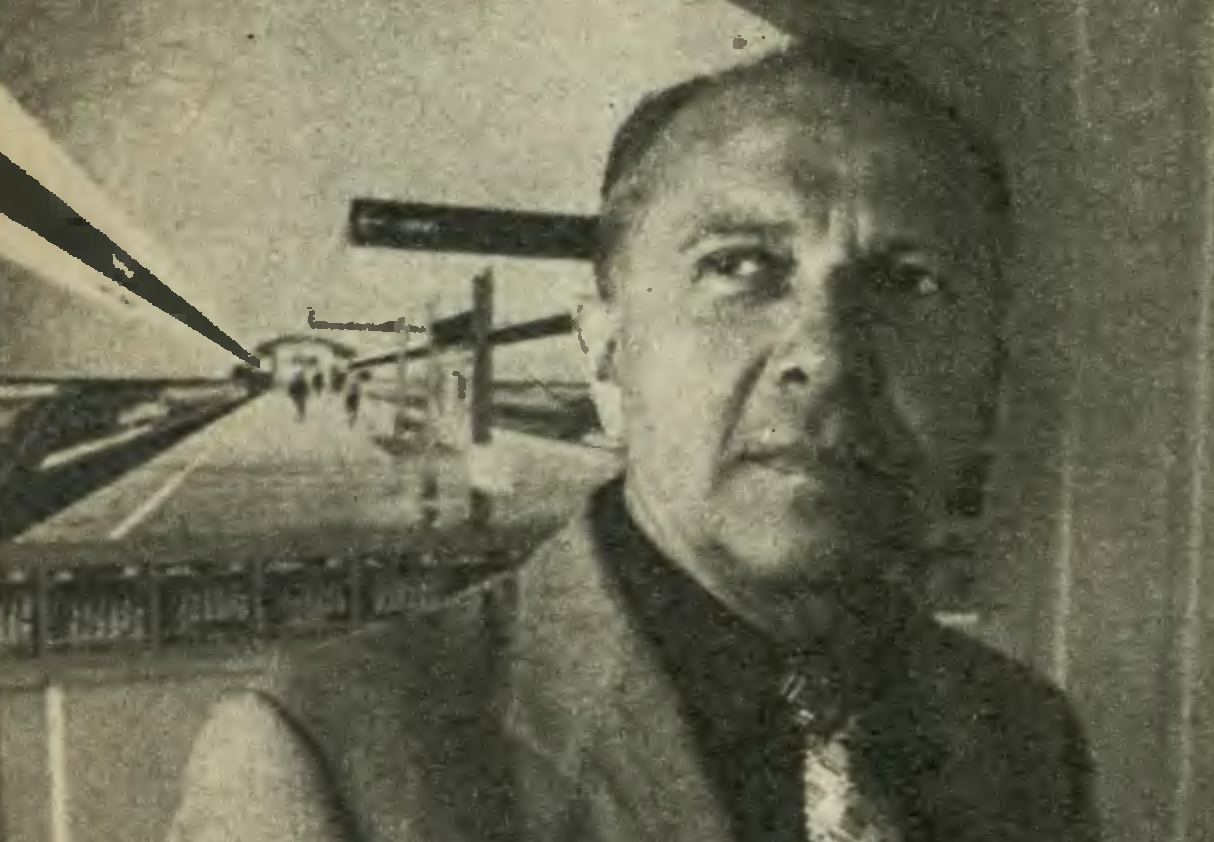
Jerzy Brzostek – pierwszy dyrektor GDBM

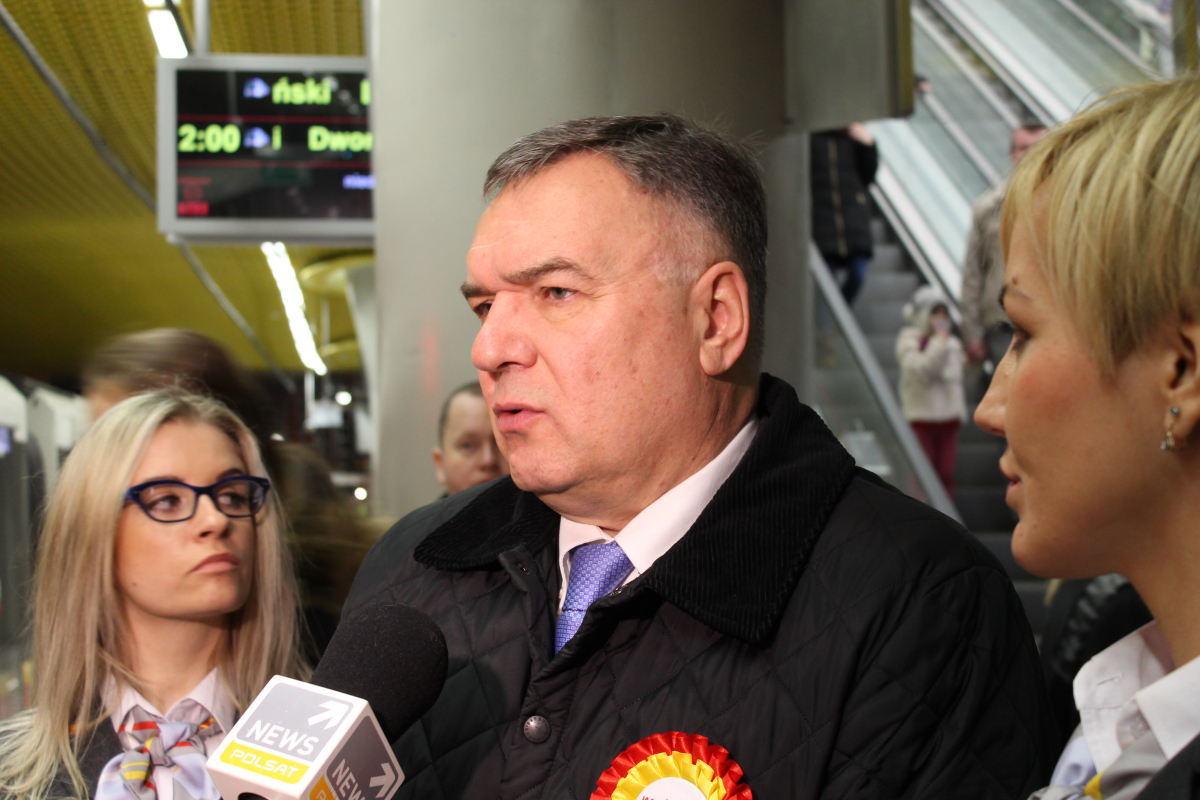
Jerzy Lejk – obecny prezes MW

Pierwszym dyrektorem Generalnej Dyrekcji Budowy Metra był Jerzy Brzostek. W 1991 zastąpił go Bohdan Zuń, który pełnił tę funkcję do przekształcenia GDBM w Metro Warszawskie, a następnie przez cały okres funkcjonowania Metra Warszawskiego jako zakład budżetowy. 1 stycznia 2003 Bohdan Zuń zgodnie z zarządzeniem prezydenta Warszawy objął stanowisko prezesa zarządu spółki, z którego został zwolniony 3 stycznia. Jego następcą był Krzysztof Celiński stojący na czele przedsiębiorstwa do połowy grudnia 2005. Od 25 stycznia 2006 prezesem Metra Warszawskiego jest Jerzy Lejk.

## Inne informacje
W październiku 2018 na stacji Centrum doszło do awarii schodów ruchomych, w wyniku czego ranne zostały cztery osoby. Badający przyczyny wypadku Transportowy Dozór Techniczny orzekł, że przyczynami awarii było m.in. chodzenie pasażerów po schodach, na co zezwalała prowadzona przez spółkę kampania „Trzymaj się prawej strony”.

## Nagrody i wyróżnienia
2004
- wyróżnienie dla geodetów metra przyznane przez Stowarzyszenie Geodetów Polskich[24]
- tytuł Lidera Świata Energii w kategorii Odbiorca energii roku w II edycji konkursu miesięcznika Świat Energii[24]

2008
- tytuł Solidnego Pracodawcy Mazowsza 2008 w konkursie Solidny Pracodawca Roku organizowanym przez Grupę Media Partner[40]
- nagrody główne w kategoriach Najlepsza stacja dla stacji Plac Wilsona oraz Najlepszy maszynista dla Roberta Jaryczewskiego w międzynarodowym konkursie Metro Awards 2008[41]
- tytuł Gazela Biznesu 2008 podczas gali zorganizowanej przez wydawcę Pulsu Biznesu[42]
- nagroda w kategorii Najdynamiczniejsza firma województwa mazowieckiego w III edycji konkursu Gepardy Biznesu[43]

2009
- nagrody główne w kategoriach Najlepszy program utrzymania i Nagroda specjalna za zaangażowanie na rzecz ochrony środowiska w międzynarodowym konkursie Metro Awards 2009[44]
- tytuł Perła Polskiej Gospodarki 2009 za konsekwentną realizację polityki i strategii przedsiębiorstwa oraz pozycję lidera wśród najbardziej dynamicznych i najbardziej efektywnych przedsiębiorstw w Polsce w VII edycji rankingu polskich przedsiębiorstw organizowanym przez redakcję magazynu Polish Market oraz Instytut Nauk Ekonomicznych Polskiej Akademii Nauk[45]
- tytuł Gazela Biznesu 2009 podczas gali zorganizowanej przez wydawcę Pulsu Biznesu[46]

2010
- wyróżnienie w kategorii Przewoźnik za wysokim poziom świadczonych usług gwarantujący komfort, bezpieczeństwo i punktualność przewozów oraz za inwestycje w nowoczesny tabor do obsługi przewozów pasażerskich w ogólnopolskim konkursie Lider Transportu Szynowego 2010 organizowanym przez redakcję czasopisma Transport i Komunikacja przy współpracy Forum Transportu Szynowego oraz Stowarzyszenia Inżynierów i Techników Komunikacji RP o/Radom[47]
- tytuł Perła Polskiej Gospodarki 2010 za konsekwentną realizację polityki i strategii przedsiębiorstwa oraz pozycję lidera wśród najbardziej dynamicznych i najbardziej efektywnych przedsiębiorstw w Polsce w VII edycji rankingu polskich przedsiębiorstw organizowanym przez redakcję magazynu Polish Market oraz Instytut Nauk Ekonomicznych Polskiej Akademii Nauk[48]
- tytuł Gazela Biznesu 2010 podczas gali zorganizowanej przez wydawcę Pulsu Biznesu[49]

2011
- nagroda główna w kategorii Najlepiej udoskonalane metro w międzynarodowym konkursie Metro Awards 2011[50]
- tytuł laureata w konkursie Najwyższa Jakość Quality International 2011 w kategorii QI Services – usługi najwyższej jakości[51]
- tytuł Perła Polskiej Gospodarki 2011 za konsekwentną realizację polityki i strategii przedsiębiorstwa oraz pozycję lidera wśród najbardziej dynamicznych i najbardziej efektywnych przedsiębiorstw w Polsce w IX edycji rankingu polskich przedsiębiorstw organizowanym przez redakcję magazynu Polish Market oraz Instytut Nauk Ekonomicznych Polskiej Akademii Nauk[52]
- wyróżnienie za dostosowanie stacji warszawskiego metra dla osób niewidzących i niedowidzących przyznane przez kapitułę Medalu Przyjaciół Integracji podczas Wielkiej Gali Integracji 2011[53]

2012
- tytuł Perła Polskiej Gospodarki 2012 za konsekwentną realizację polityki i strategii przedsiębiorstwa oraz pozycję lidera wśród najbardziej dynamicznych i najbardziej efektywnych przedsiębiorstw w Polsce w X edycji rankingu polskich przedsiębiorstw organizowanym przez redakcję magazynu Polish Market oraz Instytut Nauk Ekonomicznych Polskiej Akademii Nauk[54]
- nagrody główne w kategoriach Najlepsza inicjatywa proekologiczna i Najlepszy nowy projekt metra za projekt budowy centralnego odcinka II linii metra wraz z zakupem taboru w międzynarodowym konkursie Metro Awards 2012[55]

2013
- tytuł Perła Polskiej Gospodarki 2013 za konsekwentną realizację polityki i strategii przedsiębiorstwa oraz pozycję lidera wśród najbardziej dynamicznych i najbardziej efektywnych przedsiębiorstw w Polsce w XI edycji rankingu polskich przedsiębiorstw organizowanym przez redakcję magazynu Polish Market oraz Instytut Nauk Ekonomicznych Polskiej Akademii Nauk[56]
- tytuł laureata oraz Złote Godło w konkursie Najwyższa Jakość Quality International 2013 w kategorii QI Services – usługi najwyższej jakości – usługi przewozowe[57]

2014
- tytuł laureata oraz Srebrne Godło w konkursie Najwyższa Jakość Quality International 2014 w kategorii QI Services – usługi najwyższej jakości – usługi przewozowe[58]
- certyfikat Tu jest OK przyznany przez Fundację Aktywizacji Zawodowej Osób Niepełnosprawnych za stacje metra w pełni dostosowane i przyjazne osobom niepełnosprawnym[59]

2015
- tytuł laureata w konkursie Diamenty Polskiej Infrastruktury w kategorii Inwestycja Roku za realizację centralnego odcinka II linii metra[60]

2016
- wyróżnienie w rankingu Diamenty Forbesa 2016 w kategorii firm o przychodach powyżej 250 mln zł w województwie mazowieckim[61]